# Primulina macrodonta
Primulina macrodonta là một loài thực vật có hoa trong họ Tai voi (Gesneriaceae). Loài này có ở Quảng Tây (Trung Quốc); được D. Fang & D. H. Qin mô tả khoa học đầu tiên năm 1994 dưới danh pháp Chirita macrodonta. Năm 2011, Mich.Möller & A.Weber chuyển nó sang chi Primulina.